# Gerbillus agag
Gerbillus agag és una espècie de mamífer rosegador de la família dels múrids. La incertesa taxonòmica fa que no es coneguin els límits exactes de la seva distribució, però la seva localitat tipus es troba a l'oest del Sudan. El seu hàbitat natural són les zones àrides. Es desconeix si hi ha cap amenaça significativa per a la supervivència d'aquesta espècie.